# Джанкі
«Джанкі» (інша назва: «Заколот в Гурії») — радянський чорно-білий німий кінофільм 1928 року режисера Олександра Цуцунави, знятий на студії «Держкінпром Грузії» за книгою «Заколот в Гурії» Егнате Інгорокви. Прем'єра фільму відбулася: 7 січня 1929 (Тбілісі), 9 квітня 1929 (Москва).

## Сюжет
Дія фільму відбувається під час повстання в 1841 році на території колишнього грузинського Гурійського князівства, яке на той час було частиною Грузино-Імеретинської губернії, яка входила до складу Російської імперії, що спалахнуло через введення урядом мит і податків для грузинських селян. Повстанці вимагали змінити уряд, який обмежив привілеї родової знаті. Хасан-бек, голова дворянської спільноти, підтримує вимоги селян, але опиняється перед важким вибором: прийняти умови уряду або загинути у кривавому заколоті. Бунтівники, до яких приєдналися кілька грузинських дворян, спочатку зуміли захопити більшу частину Гурії, але врешті-решт були розбиті російською армією і союзною їй грузинською знаттю у вересні 1841 року.

## У ролях
- Василь Баланчівадзе — головна роль
- Тамара Болквадзе — дочка графа Телемака
- Сандро Канделакі — Ростом
- Сепе Лордкіпанидзе — другорядна роль
- Олександр Месняєв — генерал Брусілов
- Михайло Мгеладзе — другорядна роль
- Коція Еріставі — полковник князь Багратіоні
- І. Корсунська — дружина князя Багратіоні
- Ісія Назарішвілі — сестра Бесія
- Гайоз Меліава — Бесіа, керівник повстання
- Сіко Палавандішвілі — селянин
- Володимир Трапаїдзе — Толік
- Аркадій Хінтібідзе — Іване
- Коте Андронікашвілі — Хасан Бек
- Леван Хотіварі — другорядна роль
- Ш. Сафаров — князь Гіто
- Олександр Цитлідзе — Антоніа
- Н. Еліозішвілі — ад'ютант
- Віктор Гамкрелідзе — Амбако
- Давид Чхеїдзе — Сімон
- Ніко Гварадзе — перекладач
- Дуде Дзнеладзе — епізод
- Олександр Гугушвілі — епізод
- Давид Кобулов — епізод
- Шалва Гамбашидзе — епізод
- Ніколоз Мамулашвілі — епізод
- Т. Гурієлі — Граф Телемак
- Єлизавета Черкезішвілі — дружина Телемака
- Заал Терішвілі — епізод

## Знімальна група
- Режисер — Олександр Цуцунава
- Сценарист — Олександр Цуцунава
- Оператор — Олександр Дігмелов
- Художник — Димитрій Шеварднадзе